# Martin Murawski
Martin Murawski (* 14. Mai 1988 in Berlin) ist ein ehemaliger deutscher Handballspieler.
In der Jugend begann Murawski bei der SG PSV/Tegel, bevor er 2006 zu den Berliner Füchsen wechselte. Dort spielte er zunächst in der A-Jugend. Ab der Saison 2007/08 gehörte er dem Kader der in der Bundesliga spielenden Herrenmannschaft an. In der Saison 2010/11 besaß Murawski ein Zweitspielrecht für den SV Post Schwerin, bei dem er nach Saisonende einen Vertrag unterzeichnete. Nachdem sich Schwerin im Oktober 2012 vom Spielbetrieb zurückgezogen hatte, schloss er sich Eintracht Hildesheim an. Ab der Saison 2013/14 lief Murawski für den HC Erlangen auf, mit dem ihm 2014 der Aufstieg in die 1. Bundesliga gelang. Im Sommer 2015 schloss er sich dem Zweitligisten HG Saarlouis an. Seit der Saison 2018/19 steht er erneut beim Bundesligisten HC Erlangen unter Vertrag. Murawski beendete nach der Saison 2019/20 seine Karriere und ist seitdem im Management der Eintracht Hildesheim tätig. Ende des Jahres 2022 verließ er den Verein. Ende Februar 2023 übernahm er das Amt des Geschäftsführers beim HC Empor Rostock. Seit der Saison 2024/25 trainiert er zusätzlich den Verbandsligisten TSG Wittenburg. Im Sommer 2025 beendete er seine Tätigkeit bei Empor Rostock und wurde anschließend beim VfL Lübeck-Schwartau als Geschäftsführer tätig.
Murawski gehörte außerdem dem Kader der Junioren-Nationalmannschaft an.